# Großes Wappen des Russischen Kaiserreichs

Großes Wappen Russlands

Das Große Wappen des Russischen Reiches war in der Zeit von 1882 bis 1917 das russische Wappen. Mit der Oktoberrevolution 1917 wurde es durch das Wappen der Russischen SFSR abgelöst.

## Wappenbeschreibung

### Schild
Im goldenen Wappenschild ein mit der Krone des russischen Reiches gekrönter goldbewehrter, rotgezungter schwarzer Doppeladler. Zwischen beiden Köpfen schwebt die gleiche Krone mit daran hängendem himmelblauen Band des Ordens Andreas des Erstberufenen. Der Adler hält in der rechten Klaue das russische Reichszepter und in der linken Klaue den russischen Reichsapfel. Der Wappenschild ist vom Orden des Heiligen Andreas des Erstberufenen umhangen.

#### Mittelschild
Im roten goldgeränderten Mittelschild (Brustschild) der heilige Märtyrer Sankt Georg, in silberner Rüstung mit wehendem blauem Mantel, reitend auf einem mit einer roten goldbefranzten Decke gesattelten aufbäumenden Schimmel. Das Pferd ist mit goldenem Zaumzeug und goldener Mähne versehen. Unter ihm ein kriechender goldgeflügelter goldener Drache, dessen Rachen Sankt Georg mit einer Lanze durchspießt. Die Lanze endet im goldenen Kreuz.

### Oberwappen
Auf dem Schild ruht der Helm des Heiligen Alexander Newski mit schwarz-goldener Helmdecke. Als Wahlspruch oder(?) Panier liest man „Съ Нами Богъ“ („Gott mit uns“).

### Wappenhalter
Schildhalter sind rechts der voll gerüstete Erzengel Michael mit einem Flammenschwert in der rechten Hand und links der bekleidete Erzengel Gabriel mit einem goldenen Langkreuz in seiner linken Hand.

### Wappenzelt
Das Wappenzelt ist außen mit goldfarbenen Doppeladlern bestreut, zeigt innen Hermelin und ist oben von einer goldenen Kuppel zusammengehalten, die als Aufschrift die Devise Съ нами Богъ („Gott mit uns“) in roten Majuskeln zeigt. Auf der Kuppel ruht die russische Reichskrone mit daran hängendem himmelblauem Band des Ordens Andreas des Erstberufenen. Überragt wird das Ganze durch das russische goldene Reichsbanner, das das kleine Wappen des russischen Reiches zeigt. Die Bannerseiten sind mit den Farben Schwarz, Gold und Silber geziert.

### Wappenkreis

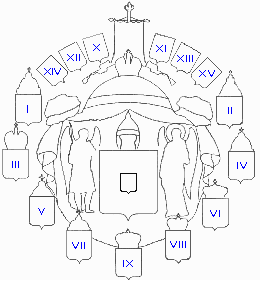
Diagramm

Auf beiden Seiten je ein Lorbeerzweig, auf denen insgesamt neun Wappenschilde liegen, und je Seite weitere drei darüber das Zelt umgeben.

#### Heraldisch rechter Halbkreis
Die heraldisch rechte Seite zeigt im
- Schild A (X) (Provinzen Großrusslands): Zweimal gespalten und zweimal geteilt mit eingeschobener Spitze:
  - Feld 1 (Nischni Nowgorod): In Silber ein schreitender roter Hirsch mit schwarzen Hufen und Geweih.
  - Feld 2 (Jugorien): In Silber ragen aus den blauen Wolkenflanken rechts und links zwei rotbekleidete Arme, die zusammen zwei rote schräggekreuzte Speere halten.
  - Feld 3 (Rjasan): In Gold schwingt ein grünbekleideter Prinz mit Mütze, rotem Mantel und roten Stiefeln mit der rechten Hand ein Schwert und hält mit links die schwarze Scheide.
  - Feld 4 (Smolensk): In Silber eine schwarze Kanone mit goldener Lafette und goldenen Rädern, auf der Zündschnur sitzt ein Vogel.
  - Feld 5 (Pskow): In Blau ein goldener Schneeleopard, über dem silberne Wolken am oberen Schildrand schweben und eine rechte Hand herausragt.
  - Feld 6 (Twer): In Rot ein goldener Thron mit einer Krone auf dem grünen Sitz.
  - Feld 7 (Rostow): In Rot ein silberner Hirsch mit goldenem Ring um den Hals.
  - Feld 8 (Belosersk): In Blau zwei schräggekreuzte silberne Fische. Darüber ein steigender silberner Halbmond und im rechten Obereck ein goldenes Kreuz.
  - Feld 9 (Jaroslawl): In Silber ein hersehender schwarzer Bär mit einem goldenen Beil in der linken Tatze.
  - Eingeschobene Schildfußspitze (Udor): In Schwarz ein rotgezungter silberner Fuchs.
- Schild B (XII) (Provinzen Weißrusslands und Litauens): Geviertes Wappen mit eingeschobener Spitze und Herzschild:
  - Feld 1 (Białystok): Geteilt in Rot und Gold. Oben ein silberner Adler und unten ein Ritter in blauer Rüstung, reitend auf einem schwarzen Pferd mit goldgefranster roter Decke. Er schwingt ein Schwert und hält einen mit rotem russischen Kreuz belegten silbernen Schild.
  - Feld 2 (Samogitien): In Gold ein rotgezungter und aufgerichteter schwarzer Bär.
  - Feld 3 (Polazk): In Silber reitet ein Ritter in schwarzer Rüstung auf einem schwarzen Pferd mit goldgefranster roter Decke. Er schwingt ein Schwert und hält einen mit silbernem russischen Kreuz belegten roten Schild.
  - Feld 4 (Wizebsk): In Rot reitet ein Ritter in silberner Rüstung auf einem Schimmel mit rotem Sattel und blaugefranster goldener Decke. Er schwingt ein Schwert und hält einen mit silbernem Doppelkreuz belegten roten Schild.
  - Eingeschobene Spitze (Mszislau): In Silber ein laufender widersehender roter Wolf.
  - Herzschild (Litauen): In Rot reitet ein Ritter in silberner Rüstung auf einem schwarzen Pferd mit rotem Sattel und goldgefranster roter Decke. Er schwingt ein Schwert und hält einen mit rotem russischen Kreuz belegten silbernen Schild.
- Schild C (XIV) (nordöstlichen Provinzen): Geviertes Wappen mit Herzschild:
  - Feld 1 (Wjatka): In Gold ragt aus einer linken blauen Wolkenflanke ein rotgekleideter Arm heraus und hält einem roten gespannten Bogen mit Pfeil. Im rechten Obereck ein rotes Kreuz.
  - Feld 2 (Wolgabulgaren): In Grün ein silbernes Lamm Gottes mit goldener Stange, an der ein mit silbernem Kreuz belegtes rotes Gonfanon hängt.
  - Feld 3 (Obdorsk): In Silber ein laufender rotgezungter schwarzer Fuchs.
  - Feld 4 (Konda): In Grün ein hält ein Wilder Mann, mit Eichenblättern bekränzt und gegürtet, auf der rechten Schulter eine silberne Keule.
  - Herzschild (Perm): In Rot ein laufender silberner Packbär mit einem Buch auf dem Rücken, auf dem ein silbernes Tatzenkreuz steht.
- Schild 1 (I) (Khanat von Kasan):
  - In Silber ein goldgekrönter, goldbewehrter, rotflügliger schwarzer Silant mit roter Schwanzspitze (Wappen Kasans).
  - Auf dem Schild ruht die goldene Landeskrone des Königreichs Kasan.
- Schild 2 (III) (Königreich Polen):
  - In Rot ein goldgekrönter, goldbewehrter silberner Adler (Wappen Polens).
  - Auf den Schild ruht die goldene Landeskrone des Königreichs Polens.
- Schild 3 (V) (Taurien):
  - In Gold ein goldgekrönter, goldbewehrter schwarzer Doppeladler mit goldgerändertem blauen Brustschild, worin ein goldenes orthodoxes Kreuz schwebt.
  - Auf den Schild ruht die goldene Landeskrone.
- Schild 4 (VII) (Großfürstentümer Kiew, Wladimir, Nowgorod): Eine silberne Spitze mit blauem Schildfuß spaltet in Blau und Rot:
  - Rechts (Kiew): In Blau Erzengel Michael in silberner Rüstung mit silbernen Flügelspitzen hält in der rechten Hand ein Flammenschwert und in der linken einen silbernen Schild.
  - Links (Wladimir): In Rot ein hersehender aufgerichteter gekrönter goldener Löwe, der in der rechten Pranke ein silbernes langgestieltes Kreuz hält.
  - Die eingeschobene Spitze zeigt in Silber zwei aufgerichtete, schwarze Bären. Zwischen den zugewendeten Bären ein goldener Thron, auf dem ein goldenes Zepter und goldenes langgestieltes Kreuz schragenweise sind. Drei brennende Kerzen in einem goldenen Kerzenhalter darüber (Großherzogtum Nowgorod).
  - Im blauen Schildfuß zwei zugewendete silberne Fische.
  - Auf den Schild ruht die goldene Landeskrone.

#### Heraldisch linker Halbkreis
Die heraldisch linke Seite zeigt im:
- Schild D (XI) (Südwestliche Provinzen Wolhynien, Podlask und Tschernigow): Gespalten in Rot und Blau mit eingeschobener silberner Spitze:
  - vorn: ein silbernes Tatzenkreuz (Wolhynien)
  - hinten: eine goldene strahlende Mittagssonne, über der ein goldenes Kreuz schwebt (Podlasak)
  - in der Spitze: ein gekrönter schwarzer Tschernigow’sche Adler, in der linken Klaue ein goldenes langgestieltes Kreuz schräg haltend (Tschernigow).
- Schild E (XIII) (Baltische Provinzen): Geviertes Wappen zeigt:
  - Feld 1 (Estland): In Gold drei schreitende blaue Löwen pfahlweise gestellt.
  - Feld 2 (Livland): In Rot ein silberner Greif mit goldenem Schwert und rote gekrönte Initialen auf der Brust.
  - Feld 3 (Kurland und Semgallen): Geviert in Silber und Blau:
    - vorn oben und hinten unten ein aufgerichteter roter und rotgekrönter Löwe, vorn oben nach links gewendet (Kurland).
    - hinten oben und vorn unten ein aus der Flanke hervorbrechender gekrönter silberner Elch mit Geweih, vorn unten nach links gewendet (Semgallen).

  - Feld 4 (Karelien): Über zwei gepanzerten gegengewendeten Armen, die jeder ein Krummschwert schwingen, schwebt eine goldene Krone.
- Schild F (XV) (Turkestan): In Gold ein schreitendes rotbewehrtes und rotgezungtes schwarzes Einhorn.
- Schild 5 (II) (Großfürstentum Astrachan):
  - In Blau schwebt eine grüngefütterte goldene Königskrone über einen nach rechts zeigenden goldgeknauften silbernen Säbel mit goldener Parierstange und Griff.
  - Auf den Schild ruht die goldene Landeskrone des Königreiches Astrachan.
- Schild 6 (IV) (Großfürstentum Sibirien):
  - Im mit Hermelin belegtem Schild zwei schwarze zugewendete aufgerichtete Zobel unter einer goldenen Palisadenkrone und zwei zum Schildfuß zeigende schragenweise gekreuzte rote Pfeile haltend.
  - Auf den Schild ruht die goldene Landeskrone des Königreichs Sibirien.
- Schild 7 (VI) (Großfürstentum Georgien): Geviert mit eingeschobener goldener Spitze und einem goldenen Herzschild:
  - Das rechte obere Feld zeigt in Rot ein silbernes aufbäumendes Pferd. Im linken Obereck und im rechten Untereck je ein silberner achtstrahliger Stern.
  - Das linke obere Feld zeigt in Blau zwischen drei (1;2) gestellten silbernen sechsstrahligen Sternen zwei silberne zum Schildhaupt gerichtete schwarze schräggekreuzte Pfeile hinter einem goldenen, mit rotem Halbmond belegten Mittelschild.
  - Das rechte untere Feld zeigt in Gold einen grünen rauchenden Vulkan, in dem zwei zum Schildhaupt gerichtete schwarze schräggekreuzte Pfeile stecken.
  - Das linke untere Feld zeigt in Gold einen aufgerichteten gekrönten roten Löwen.
  - In der Spitze in Gold: ein rot gekleideter silberngerüsteter Krieger mit einer schwarzen Lanze auf der rechten Schulter reitet auf einem schwarzen galoppierendem Pferd.
  - Das Herzschild zeigt in Gold den Märtyrer Sankt Georg, in blauer Rüstung mit wehendem roten Mantel. Er reitet auf einem mit einer roten goldbefranzten Decke gesattelten aufbäumenden Rappen. Das Pferd ist mit (blauem ?) Zaumzeug und goldener Mähne. Unter ihm ein kriechender schwarzgeflügelter grüner Drache, dessen Rachen Sankt Georg mit einer roten Lanze durchspießt.
  - Auf den Schild ruht die goldene Landeskrone
- Schild 8 (VIII) (Großfürstentum Finnland):
  - In Rot ein gekrönter goldener aufgerichteter Löwe, von acht silbernen Rosen umgeben, hält in der gepanzerten rechten Pranke ein Schwert mit goldenem Knauf, Griff und goldener Parierstange und mit rechten hinteren Pranke auf der Klinge eines Säbel mit goldenem Knauf, Griff und goldener Parierstange stehend (Wappen Finnlands).
  - Auf den Schild ruht die goldene Landeskrone des Fürstentums Finnland.

#### Unterster Schild im Wappenkreis
- Schild 9 (IX) (Holstein-Gottorp-Romanow. Sie stellten die Zaren des Russischen Reichs von 1762 bis 1917, in der Reihenfolge: Romanow, Oldenburg, Delmenhorst, Norwegen, Schleswig, Holstein, Stormarn und Dithmarschen.) Gespalten in Silber und Rot:
  - vorn: Der schwarze Bord mit acht abwechselnd goldenen und silbernen abgerissenen Löwenköpfen umgibt einen aufgerichteten roten Greif, der ein Schwert führt und einen runden goldenen Schild mit einem schwarzen Adler hält (Wappen der Romanows).
  - hinten: eine gevierte Hälfte mit eingeschobener Spitze und Herzschild:
    - Feld 1: In Rot ein aufgerichteter gekrönter goldener Löwe, der in seinen Pranken das Beil des heiligen Olaf mit goldenem Stiel hält (Wappen Norwegens)
    - Feld 2: In Gold zwei schreitende blaue Löwen übereinander (Wappen des Herzogtums Schleswig).
    - Feld 3: In Rot ein in Silber und Rot geteiltes Schildchen auf einem Nesselblatt (Wappen Holsteins).
    - Feld 4: In Rot ein goldgeschnäbelter silberner Schwan mit einer goldenen Krone um den Hals und goldenen Füßen (Wappen Stormarns).
    - Eingeschobene Spitze: In Rot ein Reiter in goldener Rüstung auf einem Schimmel, ein silbernes Schwert schwingend und einen blauen Schild mit goldenem Tatzenkreuz haltend (Wappen Dithmarschens).
    - Herzschild: Gespalten in Gold und Blau; vorn zwei rote Balken und hinten ein goldenes fußgespitzes Tatzenkreuz (Wappen Delmenhorsts). Auf den Schild ruht die Herzogskrone.

  - Auf dem Schild ruht die königliche Krone.